# António Correia de Magalhães Ribeiro
António Correia de Magalhães Ribeiro (Porto - Porto), 1.º Visconde da Gândara, foi um filantropo português.

## Família
Filho de Bernardo José Ribeiro e de sua mulher Felícia Joana Correia.

## Biografia
Era Fidalgo Cavaleiro da Casa Real por Alvará de 7 de Setembro de 1887 e foi Provedor do Asilo de Mendicidade do Porto de 1899 a 1906, etc.
O título de 1.º Visconde da Gândara foi-lhe concedido por Decreto de D. Luís I de Portugal de 8 de Julho de 1886. Brasão de Armas de Mercê Nova: esquartelado, o 1.º em campo de prata, seis correias de azul repassadas umas por outras, três em banda e três em barra (Correia diferenciado), o 2.º e o 3.º em campo vermelho, duas faixas xadrezadas de ouro e de vermelho (de Magalhães diferenciado), e o 4.º em campo de prata, uma banda vermelha e na parte inferior um ribeiro de sua cor (Ribeiro (outros) diferenciado); timbre: uma águia de negro, armada de ouro (de Magalhães diferenciado); suporte: dois leões de ouro; coroa de Visconde, concedido por Carta e Alvará de 7 de Setembro de 1887.

## Casamento e descendência
Casou no Porto, Santo Ildefonso, a 18 de Julho de 1868 com Maria Amélia de Sousa e Queirós (? - 4 de Dezembro de 1886), filha de Custódio José de Sousa e Queirós e de sua mulher Margarida Rosa, com geração.